# Athyrium omeiense
Athyrium omeiense är en majbräkenväxtart som beskrevs av Ren-Chang Ching. Athyrium omeiense ingår i släktet Athyrium och familjen Athyriaceae. Inga underarter finns listade.